# Seleção Belga de Beisebol
A Seleção Belga de Beisebol representa a Bélgica nas competições internacionais de beisebol, como o Campeonato Europeu e a Copa do Mundo.